# حادثة تشاباكويديك
وقعت حادثة تشاباكويديك في جزيرة تشاباكويديك بولاية ماساتشوستس في الولايات المتحدة في وقت ما حوالي منتصف الليل بين 18 و19 يوليو 1969 عندما قاد السيناتور الأمريكي تيد كينيدي سيارته من على جسر ضيق مما تسبب في انقلابها في بركة بوشا. وأدى الحادث إلى وفاة (اختناقا) راكبته ماري جو كوبيكني البالغة من العمر 28 عاما والتي كانت محاصرة داخل السيارة.
كينيدي غادر حفلة في جزيرة تشاباكويديك قبالة الطرف الشرقي من مارثا فينيارد الساعة 11:15 مساء الجمعة 18 يوليو. صرح لاحقا أن نيته كانت اصطحاب كوبيكني على الفور إلى مهبط العبارة والعودة إلى إدغارتاون لكنه قام بطريق الخطأ بالانعطاف الخاطئ على طريق ترابي يؤدي إلى جسر ذو حارة واحدة. بعد أن انزلقت سيارته من الجسر إلى البركة سبح كينيدي حرا وأكد أنه حاول إنقاذ كوبيكني من السيارة المغمورة لكنه لم يستطع. كان من الممكن أن تحدث وفاة كوبيكني في أي وقت بين الساعة 11:30 مساء تقريبا من يوم الجمعة والساعة الواحدة صباحا من يوم السبت كما ذكر نائب عمدة خارج الخدمة أنه رأى سيارة تطابق لوحة ترخيص كينيدي في الساعة 12:40 صباحا. غادر كينيدي موقع الحادث وفشل في إبلاغ الشرطة بالحادثة إلا بعد الساعة 10 صباحا يوم السبت. في غضون ذلك انتشل غواص جثة كوبيكني من سيارة كينيدي قبل الساعة التاسعة صباحا بقليل من نفس اليوم.
في جلسة المحكمة يوم 25 يوليو اعترف كينيدي بالذنب في تهمة مغادرة مكان الحادث وحكم عليه بالسجن لمدة شهرين مع وقف التنفيذ. وفي بيان متلفز في نفس المساء قال كينيدي إن سلوكه بعد الحادث مباشرة "لم يكن له أي معنى بالنسبة لي على الإطلاق" وأنه اعتبر فشله في الإبلاغ عن الحادث على الفور "أمرا لا يمكن تبريره". في 5 يناير 1970 خلص تحقيق قضائي إلى أن كينيدي وكوبيكني لم يكنا يعتزمان ركوب العبارة وأن كينيدي قد توجه عمدا نحو الجسر وقام بتشغيل سيارته بإهمال إن لم يكن بتهور وبسرعة عالية جدا بالنسبة للخطر الذي تسببه السفينة. توقف القاضي عن التوصية بالتهم وانعقدت هيئة محلفين كبرى في 6 أبريل ولم تُصدر أي لوائح اتهام. في 27 مايو أدت جلسة الاستماع الخاصة بسجل المركبات الآلية إلى تعليق رخصة قيادة كينيدي لمدة ستة عشر شهرا.
أصبحت حادثة تشاباكويديك خبرا وطنيا وأثرت على قرار كينيدي بعدم الترشح للرئاسة في عامي 1972 و1976. وفي وقت لاحق قيل أن ذلك قوض فرصه في أن يصبح رئيسا. قرر كينيدي في النهاية الدخول في الانتخابات التمهيدية الرئاسية الديمقراطية لعام 1980 لكنه حصل على 37.6% فقط من الأصوات وخسر الترشيح أمام الرئيس الأمريكي الحالي جيمي كارتر.

## الخلفية

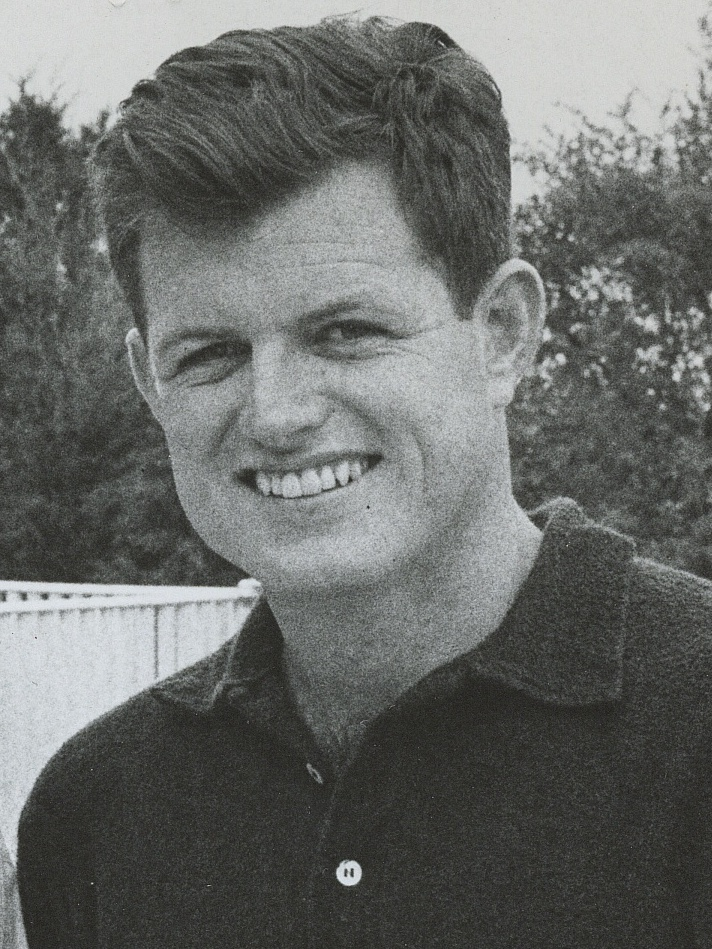
تيد كينيدي في عام 1968.

السناتور الأمريكي إدوارد إم "تيد" كينيدي البالغ من العمر 37 عاما وابن عمه جوزيف جارجان البالغ من العمر 39 عاما خططا لسباق مركب كينيدي الشراعي فيكتورا في نادي إدجارتاون لليخوت ريجاتا عام 1969 يومي الجمعة والسبت 18 يوليو و 19 نوفمبر 1969 بعد أن نسي سباق القوارب العام السابق بسبب اغتيال روبرت شقيق كينيدي في يونيو من ذلك العام. استأجر غارغان منزل لورانس كوتيج المنعزل لقضاء عطلة نهاية الأسبوع في جزيرة تشاباكويديك بولاية ماساتشوستس وهي جزيرة صغيرة يمكن الوصول إليها عن طريق العبارة من إدغارتاون في فينيارد مارثا. استضاف كينيدي وجارجان حفل طهي في الكوخ في الساعة 8:30 مساء ذلك المساء كاجتماع لـ " فتيات غرفة المرجل" النساء اللاتي خدمن في حملة روبرت الرئاسية عام 1968. حضر ستة من هؤلاء الحفل: ماري جو كوبيكني وروزماري كيو وإستر نيوبيرج والأخوات نانس ليونز وماري إلين ليونز وسوزان تاننباوم كن جميعهن في العشرينات من عمرهم وعازبات.
كان من بين الرجال في الحفلة طاقم مركب كينيدي الشراعي: جارجان وبول ماركهام صديق جارجان من أيام المدرسة الذي عمل سابقا كمحامي الولايات المتحدة لولاية ماساتشوستس وجون بي كريمينز البالغ من العمر 63 عاما وهو مساعد سياسي قديم لكينيدي والذي عمل كسائق له في عطلة نهاية الأسبوع. وكان من بين الحضور المحامي تشارلز تريتر مستشار كينيدي وريمون لاروزا الذي عمل في حملات كينيدي لمجلس الشيوخ. جميع الرجال كانوا متزوجين باستثناء كريمنز ولم تتم دعوة الزوجات إلى عطلة نهاية الأسبوع في تشاباكويديك. تمت دعوة أصدقاء آخرين وعاملين في الحملة ذكورا وإناثا لكنهم لم يحضروا لأسباب مختلفة. كان ماركهام وكريمينز يعتزمان قضاء الليل في الكوخ بينما تم حجز الآخرين في فنادق في مارثا فينيارد - الرجال في فندق شاير تاون على بعد بناية واحدة من معبر إدغارتاون للعبارات والنساء في نزل كاتاما شورز للسيارات على بعد حوالي 2 ميل (3.2 كم) جنوب معبر العبارة.

## تسلسل الأحداث

### التصادم

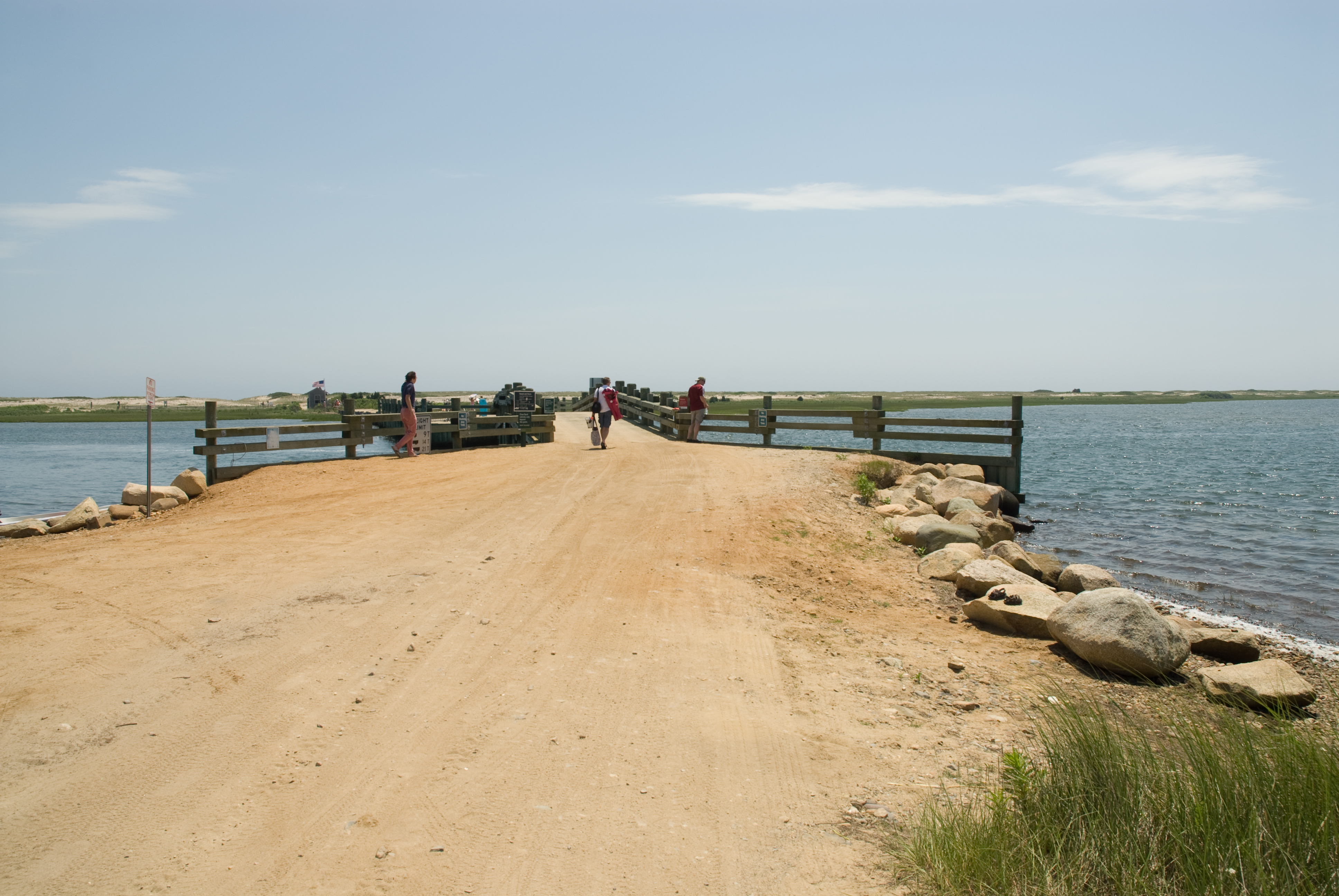
لا يمكن الوصول إلى جسر ديك إلا عبر طريق ترابي ويؤدي إلى الكثبان الرملية المسدودة بعد بركة بوشا. لم يكن الدرابزين موجودا في عام 1969.

وفقا لكينيدي طلبت منه كوبيكني أن يوصلها إلى فندقها في قطامة. طلب كينيدي مفاتيح سيارته (التي لم يكن يقودها عادة) من سائقه كريمنز. حدد كينيدي هذه المرة في "حوالي الساعة 11:15 مساء" على الرغم من أنه لم يكن يرتدي ساعة جاء الوقت من ساعة كريمينز. تطلبت العودة إلى إدجارتاون وقطامة ركوب العبارة الأخيرة والتي كانت غادرت الجزيرة في منتصف الليل أو اتصلت لترتيب عبارة لاحقة ولم تخبر كوبيكني أي شخص آخر بأنها ستغادر لقضاء الليل مع كينيدي وفي الواقع تركت حقيبتها ومفتاح الفندق في الحفلة.
الوقت الدقيق لوقوع الحادث غير معروف بسبب التعارض بين شهادة كينيدي ونائب الشريف الذي ادعى أنه رأى سيارته في وقت لاحق. ادعى كينيدي أنه بمجرد مغادرته الحفلة قاد على الفور مسافة نصف ميل (0.8 كم) شمالا على طريق تشاباكويديك متوجها إلى مهبط العبارة واتجه خطأً إلى اليمين على طريق دايك غير المعبد بدلا من الاتجاه اليسار للبقاء على طريق تشاباكويديك المرصوف لمسافة ميلين ونصف (4.0 كم). يوجد أيضا طريق مقبرة غير معبد متجه شمالا عند هذا التقاطع.
نائب الشريف كريستوفر "هاك" بدوام جزئي توقف عن العمل بحلول الساعة 12:30 صباحا يوم السبت كحارس بوابة يرتدي زيا رسميا لرقصة القوارب وعاد إلى جزيرة تشاباكويديك في القارب الخاص بنادي اليخوت واتجه شرقا وجنوبا على طريق تشاباكويديك نحو منزله. وفي حوالي الساعة 12:40 صباحا بعد أن اجتاز التقاطع مع طريق دايك رأى سيارة سيدان داكنة اللون ذات أربعة أبواب يقودها رجل مع امرأة في المقعد الأمامي تقترب وتمر ببطء أمامه. خرجت السيارة عن الرصيف باتجاه طريق المقبرة وتوقفت. معتقدا أن الركاب ربما فقدوا توقف وتوجه نحو السيارة الأخرى. عندما كان على بعد 25 إلى 30 قدما (7.6 إلى 9.1 م) عكست السيارة وبدأت في الرجوع نحوه. وبينما كان ينادي لتقديم المساعدة تحركت السيارة للأمام وانحرفت بسرعة باتجاه الشرق على طريق دايك مسرعة مبتعدة تاركة سحابة من الغبار. تذكر أن لوحة ترخيص السيارة بدأت بحرف L وتحتوي على حرفين 7 بما يتوافق مع لوحة ترخيص كينيدي (L78–207) الموجودة على سيارته أولدموبيل ديلمونت 88. عاد إلى سيارته وواصل طريقه جنوبا. نسخة لوك إذا كانت صحيحة تترك أكثر من ساعة من الوقت الذي قضاه كينيدي مع كوبيكني في عداد المفقودين قبل الحادث.
بعد حوالي دقيقة شاهدت ضيوف حفل كينيدي نانس وماري إلين ليونز وراي لاروزا يرقصون في خط كونغا أسفل طريق تشاباكويديك على بعد مسافة قصيرة جنوب جسر طريق دايك. توقف ليسألهم عما إذا كانوا بحاجة إلى توصيلة فرفضوا ذلك. أيدت لاروزا وأخوات ليونز شهادة لوك حول مقابلته في الطريق والتبادل اللفظي لكنهم لم يكونوا متأكدين من الوقت. وقالوا أيضا إنهم رأوا سيارة تتجه شمالا على طريق تشاباكويديك ولم يتمكنوا من وصفها بأي تفاصيل.
يؤدي طريق دايك إلى مسافة سبعة أعشار ميل (1.1 كم) إلى جسر دايك وهو هيكل خشبي مائل بشكل غير مباشر إلى الطريق ويعبر القناة التي تربط بركة كيب بوغ إلى الشمال وبركة بوشا إلى الجنوب مما يؤدي إلى شرقا إلى الشاطئ الحاجز المعروف باسم تومز نيك بوينت. في ذلك الوقت لم يكن الجسر مزودا بدرابزين. قبل جزء من الثانية من وصول كينيدي إلى الجسر استخدم المكابح وفقد السيطرة على السيارة التي انطلقت من فوق الطرف الجنوبي للجسر وسقطت أنفها أولا في القناة وانقلبت على سطحه.

### محاولات الإنقاذ

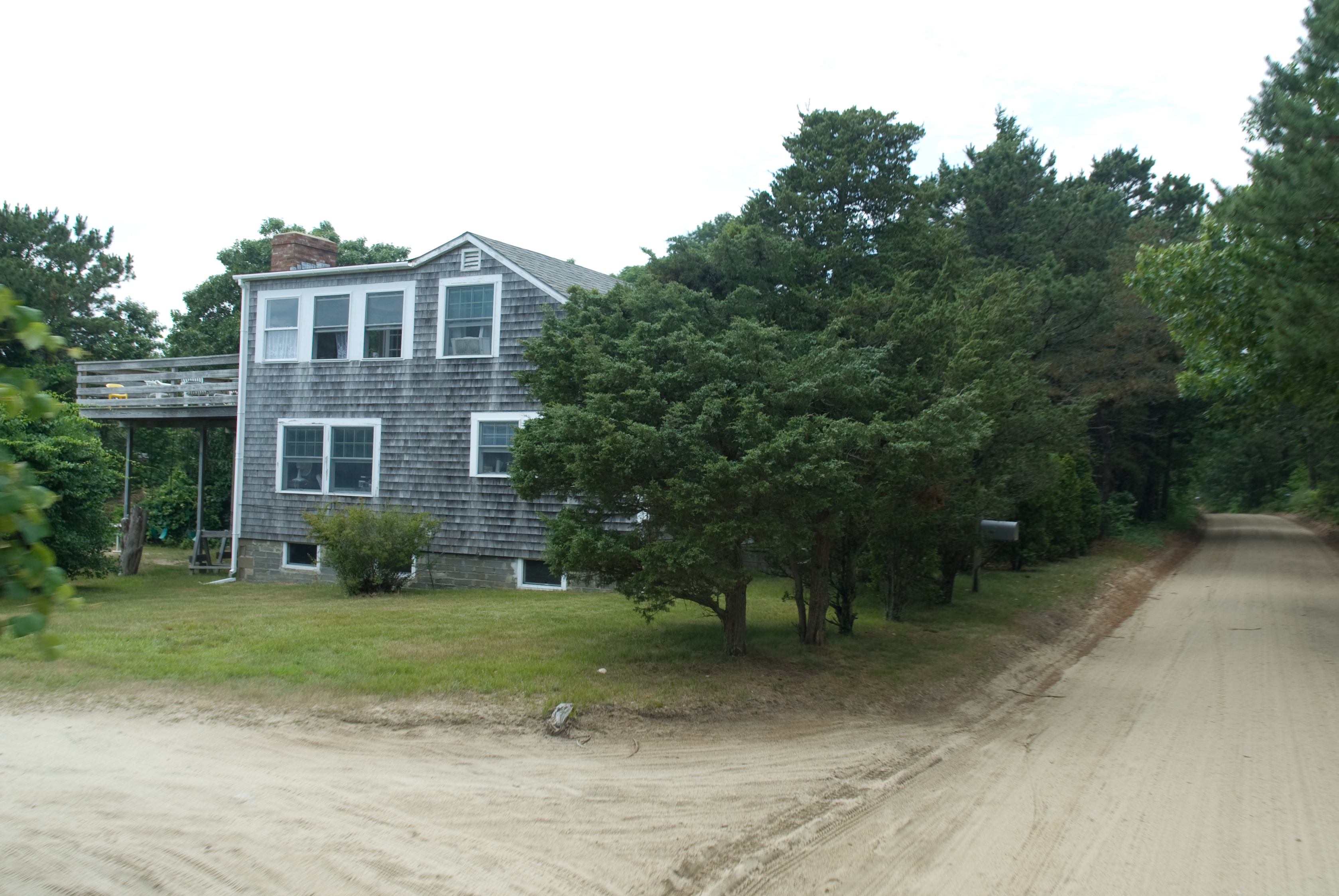
يقع بيت دايك على طول طريق دايك على بعد 150 متر من الجسر.

كان كينيدي قادرا على السباحة بعيدا عن السيارة لكن كوبيكني لم تستطع. وقال كينيدي إنه نادى باسمها عدة مرات من الشاطئ وحاول السباحة للوصول إليها سبع أو ثماني مرات. ثم استراح على الضفة لمدة خمسة عشر دقيقة تقريبا قبل أن يعود سيرا على الأقدام إلى لورينس كوتيج. ونفى رؤية أي منزل مضاء بالضوء أثناء عودته لمدة خمسة عشر دقيقة. مر به طريقه عبر أربعة منازل كان من الممكن أن يتصل منها هاتفيا لطلب المساعدة قبل أن يصل إلى المنزل لكنه لم يحاول الاتصال بالسكان المحليين. كان أول المنازل هو بيت دايك على بعد 150 ياردة (140 م) من الجسر وتسكنه سيلفيا مالم وعائلتها. ذكرت مالم لاحقا أنها كانت في المنزل وكان لديها هاتف وتركت الضوء مضاء في المنزل عندما تقاعدت في ذلك المساء.
عاد كينيدي إلى الكوخ حيث كانت الحفلة لا تزال جارية ولكن بدلا من تنبيه جميع الضيوف إلى الحادث استدعى جارجان وماركهام بهدوء وانهار في المقعد الخلفي لسيارة بليموث فاليانت المستأجرة المتوقفة في الممر. قاد جارجان الثلاثة إلى موقع الحادث لمحاولة إنقاذ كوبيكني من السيارة. قفز جارجان وماركهام إلى البركة وحاولا مرارا وتكرارا إنقاذها لكنهما لم يتمكنا من ذلك بسبب تيار المد والجزر القوي. بعد أن تعافوا قاد جارجان كينيدي وماركهام إلى مهبط العبارة. كان الثلاثة محامين وناقشوا ما يجب عليهم فعله أثناء وقوفهم بجوار كشك الهاتف العام عند الهبوط. أصر جارجان وماركهام عدة مرات على ضرورة إبلاغ السلطات بالحادث.

### رد فعل كينيدي
عند هبوط العبارة غاص كينيدي في الماء وسبح مسافة 500 قدم (150 مترا) عبر القناة إلى إدجارتاون. ثم توجه إلى غرفته في الفندق وخلع ملابسه وانهار على سريره. وبعد ذلك ارتدى ملابس جافة وغادر غرفته وسأل أحدهم عن الوقت وتذكر أن الساعة كانت حوالي الساعة 2:30 صباحا. كان جارجان وماركهام قد قادا سيارة بليموث المستأجرة إلى المنزل ودخلوا الكوخ في حوالي الساعة الثانية صباحا لكنهم لم يخبروا أحدا بما حدث. عندما سألهم الضيوف قالوا إن كينيدي عادت إلى إدجارتاون وربما كانت كوبيكني في الفندق الذي تقيم فيه. ثم طلب جارجان من الجميع أن يحصلوا على قسط من النوم. بحلول الساعة 7:30 صباحا كان كينيدي يتحدث بشكل عرضي مع الفائز في سباق الإبحار في اليوم السابق ولم يعط أي إشارة إلى وجود أي خطأ. في الساعة الثامنة صباحا عبر جارجان وماركهام عائدين إلى إدجارتاون على متن العبارة والتقيا بكينيدي.

## استعادة الجثة
بعد وقت قصير من الساعة الثامنة صباحا رأى رجل وصبي يبلغ من العمر خمسة عشر عاما ذهبا للصيد قبالة تومز نيك بوينت سيارة كينيدي مغمورة بالمياه في بركة بوشا وأبلغوا سكان الكوخ الأقرب من مكان الحادث والذين بدورهم اتصلوا وصلت السلطات في حوالي الساعة 8:20 صباحا وصل رئيس شرطة إدجارتاون دومينيك جيمس أرينا إلى مكان الحادث بعد حوالي عشر أو خمس عشرة دقيقة. حاول فحص الجزء الداخلي من السيارة المغمورة ثم استدعى غواصا مدربا ومعدات قادرة على سحب أو رفع السيارة خارج الماء. وصل جون فارار قائد وحدة الإنقاذ من الحرائق في إدجارتاون في الساعة 8:45 صباحا مزودا بمعدات الغوص واكتشف جثة كوبيكني في المقعد الخلفي وقام بإخراجها من السيارة في غضون عشر دقائق. قامت الشرطة بفحص لوحة ترخيص السيارة ورأت أنها مسجلة باسم كينيدي. تم العثور على محفظة روزماري كيو في مقصورة الركاب الأمامية للسيارة مما تسبب في خطأ أرينا في التعرف على كوبيكني.
في هذه الأثناء عبر كينيدي وجارجان وماركهام عائدين إلى جزيرة تشاباكويديك على متن العبارة حيث أجرى كينيدي سلسلة من المكالمات الهاتفية من هاتف عمومي بالقرب من معبر العبارة - وهو نفس الهاتف الذي كان الرجال الثلاثة يقفون بجانبه قبل ست ساعات تقريبا يناقشون خيارات كينيدي. ومع ذلك اتصل كينيدي بالأصدقاء والمحامين للحصول على المشورة بدلا من إخطار السلطات بأنه مشغل السيارة التي كانت لا تزال مقلوبة رأسا على عقب في البركة. اتصل بصهره ستيفن إدوارد سميث عضو الكونجرس جون في توني وآخرين في ذلك الصباح لكنه ما زال لم يبلغ السلطات بالحادث.
كان كينيدي لا يزال يتحدث على الهاتف العمومي عندما سمع أنه تم اكتشاف سيارته وجثة كوبيكني. ثم عبر عائدا إلى إدجارتاون للذهاب إلى مركز الشرطة مع ماركهام. في هذه الأثناء ذهب جارجان إلى شواطئ قطامة لإبلاغ فتيات غرفة المرجل بالحادث. دخل كينيدي مركز الشرطة في حوالي الساعة 9:50 صباحا وطلب إجراء بعض المكالمات الهاتفية وقيل له إنه يمكنه استخدام مكتب أرينا. عندما عاد أرينا إلى المحطة في الساعة 10:00 صباحا "ذُهل" عندما علم أن كينيدي كان على علم بالحادث والهوية الحقيقية للضحية واعترف بأنه السائق. قادت أرينا كينيدي إلى مكتب فارغ آخر حيث يمكنه إملاء بيانه بشكل خاص على ماركهام الذي كتبه بخط طويل. ثم كتبت أرينا البيان:
قال كينيدي إن البيان كان صحيحا كما كتبته أرينا لكنه لم يوقع عليه.
نظرا لأن الفاحص الطبي المحلي روبرت نيفين كان لديه يوم إجازة تم استدعاء الفاحص الطبي المساعد دونالد ميلز إلى موقع التحطم لفحص جثة كوبيكني. كان مقتنعا بأن سبب الوفاة كان غرقا عرضيا لكنه طلب من مكتب المدعي العام توجيهاته بشأن ما إذا كان تشريح الجثة ضروريا وقيل له إن ذلك ليس طالما لم تكن هناك علامات على وجود جريمة. كان ميلز مقتنعا بأنه كان غرقا. وقع على شهادة وفاة كوبيكني بهذا المعنى وأطلق سراح الجثة لتحنيطها وأمر بجمع عينة دم وإرسالها إلى شرطة ولاية ماساتشوستس لتحليل محتوى الكحول. وكانت النتيجة 0.09% وهو ما اعتقد ميلز خطأً أنه يمثل مستوى "معتدلا" فقط لكنه في الواقع أشار إلى تناول شخص بوزن كوبيكني ما يصل إلى خمس مشروبات كحولية خلال ساعة قبل الوفاة. تم تسليم جثة كوبيكني إلى عائلتها وأقيمت الجنازة يوم الثلاثاء 22 يوليو في بليموث بولاية بنسلفانيا.
اختلف نيفين بشدة مع قرار ميلز بالتخلي عن تشريح الجثة معتقدا أن استبعاد اللعب الشرير سيعمل لصالح كينيدي من خلال وضع حد للتكهنات العامة.
بعد أن علم جاك كولفيلد العميل الأمني للرئيس الأمريكي ريتشارد نيكسون بالحادث أرسل أنتوني أولاسيفيتش إلى دايك بريدج متنكرا في هيئة مراسل صحفي لجمع المعلومات لأنه كان يعتقد أن كينيدي سيكون منافسه في الانتخابات الرئاسية عام 1972. وعلى الرغم من أن أولاسيفيتش تمكن من مقابلة العديد من الشهود أمام سلطات إنفاذ القانون إلا أنه لم يجد أي معلومات مفيدة.

### سبب الوفاة المتنازع عليه
فارار الذي انتشل جثة كوبيكني من السيارة المغمورة يعتقد أنها ماتت من الاختناق وليس من الغرق أو من تأثير السيارة المقلوبة بناء على الوضعية التي وجد فيها الجثة في المقعد الخلفي للسيارة حيث سيتشكل جيب هوائي. كان التصلب الميت واضحا وكانت يداها تشبكان المقعد الخلفي وكان وجهها مقلوبا للأعلى. قال بوب مولا مفتش سجل المركبات الآلية في ولاية ماساتشوستس والذي حقق في الحادث في ذلك الوقت إن أجزاء من السقف وصندوق السيارة بدت جافة. أكد فارار علنا أن كوبيكني كان من المحتمل أن تنجو لو جرت محاولة إنقاذ في الوقت المناسب.

## استراتيجية الدفاع

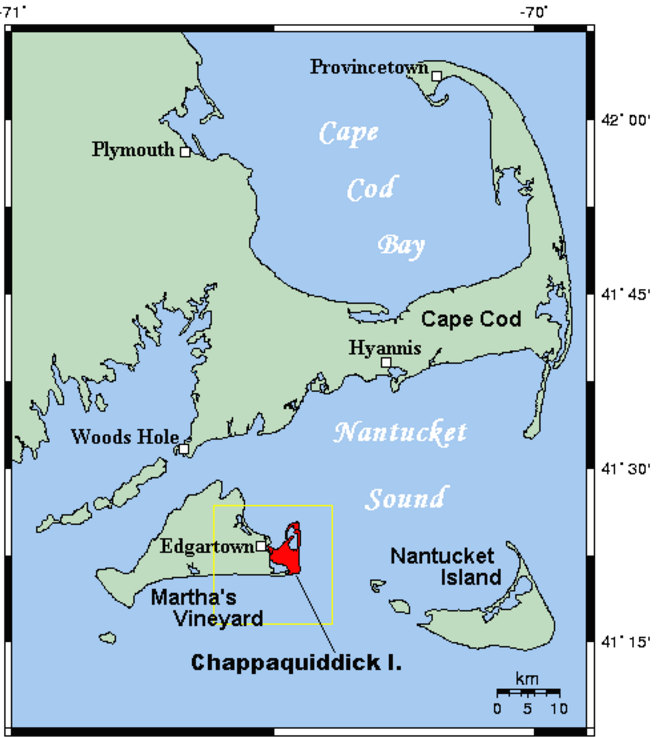
إدجارتاون وجزيرة تشاباكويديك فيما يتعلق بمجمع كينيدي في ميناء هيانيس جنوب كيب كود.

عاد كينيدي إلى مجمع عائلته في ميناء هيانيس. ستيفن سميث وروبرت ماكنمارا وتيد سورنسن وريتشارد ن. جودوين وليم بيلينغز وميلتون جويرتزمان وديفيد دبليو بيرك وجون كولفر وتوني وجارجان وماركهام وآخرون وصلوا لتقديم المشورة له. قرر سميث مدير أعمال عائلة كينيدي و"المنسق الرئيسي" أن الضرر السياسي كان كارثيا وقضى على فرصة كينيدي للترشح للرئاسة في عام 1972 وأوصى بتركيز الجهود على حماية كينيدي من تهمة القتل غير العمد.

## الاستدعاء
عقدت جلسة محاكمة كينيدي أمام قاضي محكمة مقاطعة ماساتشوستس جيمس بويل في 25 يوليو بعد سبعة أيام من الحادث. اعترف كينيدي بأنه مذنب بتهمة مغادرة مكان الحادث الذي تسبب في إصابة جسدية. وجادل محاموه بضرورة تعليق أي حكم بالسجن ووافق المدعون على ذكر عمره (37 عاما) وشخصيته وسمعته السابقة. "بالنظر إلى سجل المدعى عليه الذي لا تشوبه شائبة وبقدر ما يمثله الكومنولث فإن هذه ليست قضية كان يحاول فيها إخفاء هويته حقا..." حكم عليه بويل بالسجن لمدة شهرين على الأقل وهو الحد الأدنى القانوني. تم تعليقه قائلا إنه "لقد عوقب بالفعل وسيظل يُعاقب بما يتجاوز أي شيء يمكن أن تفرضه هذه المحكمة".
على الرغم من نشر قصة وكالة أسوشيتد برس في ذلك الصباح لم يكن بويل على علم بأن سجل قيادة كينيدي كان في الواقع بعيدا عن أن يكون "لا تشوبه شائبة". أثناء التحاقه بكلية الحقوق بجامعة فيرجينيا (1956-1959) قام بتجميع سجل للقيادة المتهورة والقيادة بدون رخصة. في حادثة معينة وقعت في 14 مارس 1958 تجاوز كينيدي إشارة حمراء ثم قطع مصابيحه الخلفية وسارع لتجنب ضابط دورية على الطريق السريع. عندما تم القبض على كينيدي تم الاستشهاد به بسبب القيادة المتهورة والسباق لتجنب المطاردة والقيادة بدون رخصة.
كانت زوجة كينيدي جوان حاملا وقت وقوع حادثة تشاباكويديك. كانت طريحة الفراش بسبب إجهاضين سابقين لكنها حضرت جنازة كوبيكني ووقفت بجانب زوجها في المحكمة. وبعد فترة وجيزة عانت من الإجهاض الثالث والذي ألقت باللوم فيه على حادثة تشاباكويديك.

## كينيدي في بيان متلفز
في الساعة 7:30 مساء يوم 25 يوليو ألقى كينيدي بيانا مطولا حول الحادثة أعده سورنسن وبثه على الهواء مباشرة شبكات التلفزيون الثلاث. بدأ بقراءة الخطاب من مخطوطة معدة.
أوضح كينيدي أن زوجته لم ترافقه إلى سباق القوارب "لأسباب صحية". ونفى تورطه في أي "سلوك غير أخلاقي" مع كوبيكني أو القيادة تحت تأثير الكحول في ذلك المساء. وقال إن سلوكه خلال الساعات التي أعقبت الحادث مباشرة "لم يكن له أي معنى بالنسبة لي على الإطلاق"، وقال إن أطبائه أبلغوه بأنه يعاني من "ارتجاج دماغي وصدمة". وقال إنه يعتبر عدم إبلاغ الشرطة بالحادث على الفور أمرا "لا يمكن تبريره". مما أثار رعب محامي جارجان كشف بيانه عن طلبه مساعدة جارجان وماركهام لمحاولة إنقاذ كوبيكني (على الرغم من التأكيدات التي قدمها بأنه لن يشركهم).
قال كينيدي إن "جميع أنواع الأفكار المتناثرة" مرت بعقله بعد الحادث بما في ذلك "ما إذا كانت الفتاة لا تزال على قيد الحياة في مكان ما خارج تلك المنطقة المباشرة" وما إذا كانت " لعنة فظيعة حلقت بالفعل على جميع أفراد عائلة كينيدي" وما إذا كان هناك كان "سببا مبررا بالنسبة لي للشك فيما حدث وتأخير تقريري" وما إذا كان "بطريقة ما قد يختفي الثقل المروع لهذا الحادث المذهل من كتفي بطريقة ما". قال إنه تغلب عليه "مزيج من المشاعر - الحزن والخوف والشك والإرهاق والذعر والارتباك والصدمة". وقال إنه أمر جارجان وماركهام "بعدم تنبيه أصدقاء ماري جو في تلك الليلة" ثم عاد إلى العبارة مع الرجلين و"قفز فجأة في الماء وسبح بشكل متهور عبر العبارة وكاد أن يغرق مرة أخرى في هذا الجهد عائدا إلى الفندق حوالي الساعة الثانية صباحا وانهرت في غرفتي".
ثم وضع كينيدي مخطوطته (على الرغم من استمراره في القراءة من البطاقات الإرشادية) وطلب من سكان ماساتشوستس أن يقرروا ما إذا كان يجب عليه الاستقالة:
اختتم الخطاب بمقطع مقتبس من كتاب جون إف كينيدي "لمحات في الشجاعة" ( كتبه سورنسن): "الرجل يفعل ما يجب عليه - على الرغم من العواقب الشخصية".
كان رد الفعل النقدي على الخطاب فوريا وسلبيا. وقارنها صحفي شبكة إن بي سي جون تشانسلور بخطاب ريتشارد نيكسون في لعبة الداما عام 1952. كتب أحد المعجبين بكينيدي ديفيد هالبرستام في مجلة هاربر أنه "كان رخيصا ومبهجا لدرجة أنه يمثل رفضا لكل ما دافع عنه آل كينيدي في الصراحة والأسلوب. كان الأمر كما لو أن هؤلاء الرجال قد نسوا كل ما جعل آل كينيدي مميزين في السياسة الأمريكية وأخبروا الأخ الأصغر ببساطة أنه يستطيع الإفلات بكل ما يريد لأنه كان كينيدي في ماساتشوستس".

## التحقيق
على الرغم من أن كينيدي تلقى العديد من الرسائل من الناخبين المعارضين لاستقالته من مجلس الشيوخ إلا أن رد الفعل في الكثير من وسائل الإعلام والمدعي العام للمقاطعة إدموند دينيس كان أن خطاب كينيدي المتلفز ترك العديد من الأسئلة دون إجابة حول كيفية وقوع الحادث وتأخره في الإبلاغ. في 31 يوليو وهو نفس اليوم الذي عاد فيه كينيدي إلى مقعده في مجلس الشيوخ كتب دينيس إلى رئيس قضاة المحكمة العليا في ماساتشوستس جوزيف تورو يطلب فيه إجراء تحقيق قضائي في وفاة كوبيكني. تلقى ردا في اليوم التالي بأن مثل هذه التحقيقات تخضع لاختصاص المحكمة الجزئية. ثم أرسل دينيس طلبه إلى كينيث ناش رئيس المحكمة الابتدائية. أبلغ ناش دينيس بأن تحقيق هيئة المحلفين الكبرى له "أسنان" أكثر من التحقيق حيث أنه يتمتع بسلطة توجيه الاتهام إلى المتهمين في حين أن التحقيق مسموح به فقط لتحديد ما إذا كانت الجريمة قد ارتكبت.
التقى دينيس مع قاضي محكمة مقاطعة إدجارتاون جيمس بويل في 8 أغسطس لشرح أسباب طلب التحقيق. ولم يتنح بويل عن نفسه على الرغم من أنه ترأس جلسة الاستماع التي أقر فيها كينيدي بالذنب. أعلن بويل أنه من المقرر أن يبدأ التحقيق في 3 سبتمبر وسيكون مفتوحا للصحافة. في 2 سبتمبر قدم محامو كينيدي التماسا إلى المحكمة العليا في ماساتشوستس لإصدار أمر قضائي مؤقت ضد التحقيق والذي تم قبوله.

### معركة استخراج الجثث
قدم دينيس التماسا لاستخراج جثة كوبيكني وتشريحها وفي 18 سبتمبر 1969 كشف علنا عن العثور على دماء على بلوزتها ذات الأكمام الطويلة وفي فمها وأنفها "وهو ما قد يكون أو لا يكون متسقا بالموت غرقا" عندما سلم مدير الجنازة ملابسها إلى السلطات.
عقد القاضي برنارد برومينسكي من محكمة الدعاوى العامة في مقاطعة لوزيرن بولاية بنسلفانيا جلسة استماع بشأن الطلب في الفترة من 20 إلى 21 أكتوبر. وقد عارض والدا كوبيكني جوزيف وجوين كوبيكني الطلب. شهد أخصائي الطب الشرعي فيرنر سبيتز نيابة عن الوالدين أن تشريح الجثة لم يكن ضروريا وأن الأدلة المتاحة كانت كافية لاستنتاج أن كوبيكني ماتت بسبب الغرق. حكم القاضي برومينسكي ضد استخراج الجثة في 1 ديسمبر قائلا إنه "لا يوجد دليل" على أن "أي شيء آخر غير الغرق هو الذي تسبب في وفاة ماري جو كوبيكني".
انعقد التحقيق في إدجارتاون في يناير 1970. وبناء على طلب محامي كينيدي أمرت المحكمة القضائية العليا في ماساتشوستس بإجرائه سرا برئاسة القاضي بويل ونص التحقيق المكون من 763 صفحة. أطلق سراحه بعد أربعة أشهر.

### شهادة كينيدي
شهد كينيدي أن كوبيكني أخبرته عندما كان على وشك مغادرة الحفلة "بأنها ترغب في المغادرة" وسألته "إذا كنت سأكون لطيفا بما يكفي لإعادتها إلى الفندق الذي تقيم فيه". كريمينز وبعض الضيوف الآخرين "كانوا ينهون وجبتهم ويستمتعون بالزمالة ولا يبدو أنه من الضروري مطالبته بإعادتي إلى إدغارتاون". حدد الشهود في الحفلة وقت رحيل كينيدي وكوبيكني بشكل مختلف بين الساعة 11:00 و11:45 مساء.
شهد كينيدي أيضا أنه لم يتوقف أبدا على طريق المقبرة ولم يتراجع أبدا ولم ير أبدا نائب الشريف لوك ولم ير أبدا سيارة أو شخصا آخر بعد أن غادر المنزل مع كوبيكني. وادعى أيضا أنه بعد أن انعطف إلى طريق دايك كان يقود سيارته ولم يدرك أنه لم يعد يتجه غربا نحو رصيف العبارة ولكنه كان يتجه بدلا من ذلك شرقا نحو حاجز البركة. قدر كينيدي سرعته وقت وقوع الحادث بـ "حوالي 20 ميلا في الساعة [32 كم / ساعة]".
شهد كينيدي بأنه "كان لديه النية الكاملة للإبلاغ عن الحادث. وقد ذكر لجارجان وماركهام شيئا من هذا القبيل "أنتما تعتنيان بالفتيات الأخريات وأنا سأعتني بالحادث!" - هذا ما قلته وتعمقت فيه". كان كينيدي قد أخبر جارجان وماركهام بعدم إخبار النساء الأخريات بأي شيء عن الحادث "لأنني شعرت بقوة أنه إذا تم إخطار هؤلاء الفتيات بوقوع حادث وغرقت ماري جو في الواقع فلن يؤدي ذلك إلا إلى لن يستغرق الأمر سوى ثوان قبل أن تذهب جميع هؤلاء الفتيات اللاتي كن صديقات عزيزات لماري جو منذ فترة طويلة إلى مكان الحادث ويدخلن الماء مع وجود فرصة جيدة كما شعرت لوقوع أي حادث مؤسف خطير لهم".
شهد كينيدي بأنه عاد إلى الفندق و"كاد يتقلب ويدور ويتجول في تلك الغرفة... لم أفقد الأمل طوال الليل في أن ماري جو كانت ستهرب من السيارة بمعجزة ما". اشتكى إلى صاحب الفندق الساعة 2:55 صباحا أنه قد استيقظ بسبب حفلة صاخبة. في الساعة الثامنة صباحا وجد جارجان وماركهام كينيدي في فندقه حيث أجروا "محادثة ساخنة" في غرفته. وبحسب شهادة كينيدي سأل الرجلان عن سبب عدم إبلاغه بالحادث فأجاب بإخبارهما "عن أفكاري ومشاعري عندما سبحت عبر تلك القناة... سأقول أن ماري جو كانت لا تزال على قيد الحياة".

### شهادة جارجان وماركهام
شهد ماركهام أنه بعد محاولتهم الإنقاذ كان كينيدي يبكي وعلى وشك أن يصاب بالجنون. شهد هو وجارجان أنهما افترضا أن كينيدي كان سيبلغ السلطات بالحادث بمجرد عودته إلى إدجارتاون وبالتالي لم يقوموا بالإبلاغ بأنفسهم. في مقابلة أجريت في 15 أكتوبر 1994 مع كتاب رونالد كيسلر خطايا الأب: جوزيف ب. كينيدي والسلالة التي أسسها قال جارجان إنه وماركهام عادا إلى مكان الحادث مع كينيدي و كلاهما حث كينيدي على إبلاغ الشرطة بالحادث. وقال جارجان لكيسلر وهو مراسل سابق لصحيفة واشنطن بوست : "كانت المحادثة مختصرة حول ضرورة الإبلاغ. لقد كنت مصرا على ذلك. وكان بول ماركهام يدعمني في ذلك. قال تيد: "حسنا حسنا جوي حسنا. لقد فهمت النقطة لقد فهمت النقطة". ثم اتخذ خطوات قليلة وغطس في الماء تاركا ماركهام وأنا نتوقع أنه سيجري المحادثة.

### شهادة فارار
شهد فارار:
شهد فارار أن جثة كوبيكني تم الضغط عليها في السيارة في المكان الذي كان من الممكن أن تتشكل فيه فقاعة الهواء. وفسر ذلك على أنه يعني أنها نجت في فقاعة الهواء بعد غمر السيارة وخلص إلى ما يلي:
يعتقد فارار أن كوبيكني "عاشت هناك لمدة ساعتين على الأقل".

### الموجودات
أصدر القاضي بويل النتائج التالية في تقريره:
- "ربما حدثت الوفاة بين الساعة 11:30 مساء يوم 18 يوليو والساعة 1:00 صباحا يوم 19 يوليو 1969".
- "لم يكن كينيدي وكوبيكني يعتزمان العودة إلى إدغارتاون في ذلك الوقت؛ ... لم يكن كينيدي ينوي القيادة إلى العبارة وكان انعطافه إلى طريق دايك [ كذا ] مقصودا".
- "إن سرعة عشرين ميلا في الساعة كما شهد كينيدي فإن تشغيل السيارة بحجم سيارته أولدزموبيل سيكون على الأقل إهمالا وربما متهورا. وإذا علم كينيدي بهذا الخطر فإن تشغيله للسيارة يشكل سلوكا إجراميا".
- "في وقت سابق من يوم 18 يوليو تم قيادته فوق طريق تشاباكويديك ثلاث مرات وفوق طريق دايك وجسر دايك مرتين. وقد تمت قيادة كوبيكني فوق طريق تشاباكويديك خمس مرات وفوق طريق دايك وجسر دايك مرتين".
- "أعتقد أنه من المحتمل أن كينيدي كان على علم بالخطر الذي ينتظره على طريق دايك ولكن لسبب غير واضح من الشهادة فشل في بذل العناية الواجبة عندما اقترب من الجسر".
- "لذلك أجد أن هناك سببا محتملا للاعتقاد بأن إدوارد إم كينيدي قام بتشغيل سيارته بإهمال ... وأن مثل هذه العملية يبدو أنها ساهمت في وفاة ماري جو كوبيكني".

بعد العثور على سبب محتمل للجريمة بموجب قانون ماساتشوستس كان بإمكان بويل إصدار مذكرة اعتقال كينيدي لكنه لم يفعل ذلك. على الرغم من النتائج التي توصل إليها بويل اختار دينيس عدم مقاضاة كينيدي بتهمة القتل غير العمد. لم تتخذ عائلة كوبيكني أي إجراء قانوني ضد كينيدي لكنها تلقت منه شخصيا مبلغا قدره 90.904 دولارا أمريكيا و50.000 دولارا أمريكيا من شركة التأمين الخاصة به. أوضحت عائلة كوبيكني لاحقا قرارها بعدم اتخاذ أي إجراء قانوني بالقول: "لقد اعتقدنا أن الناس سيعتقدون أننا نبحث عن الدية".

## تحقيق هيئة المحلفين الكبرى
في 6 أبريل 1970 اجتمعت هيئة محلفين كبرى في مقاطعة دوكس في جلسة خاصة للتحقيق في وفاة كوبيكني. أصدر القاضي ويلفريد باكيه تعليماته لأعضاء هيئة المحلفين الكبرى بأنه يمكنهم فقط النظر في الأمور التي تلفت انتباههم إليها المحكمة العليا أو المدعي العام أو معرفتهم الشخصية. استشهد بأوامر المحكمة القضائية العليا في ماساتشوستس وأخبر هيئة المحلفين الكبرى أنها لا تستطيع رؤية الأدلة أو تقرير بويل من التحقيق الذي لا يزال محتجزا. حضر دينيس التحقيق واطلع على تقرير بويل وأخبر هيئة المحلفين الكبرى أنه لا توجد أدلة كافية لاتهام كينيدي بتهم محتملة بالقتل غير العمد أو شهادة الزور أو القيادة لتعريض للخطر. واستدعت هيئة المحلفين الكبرى أربعة شهود لم يشهدوا في التحقيق ولقد أدلوا بشهادتهم لمدة عشرين دقيقة ولكن لم يتم إصدار لوائح اتهام.

## التحقيق في المركبات الآلية
في 23 يوليو 1969 أبلغ أمين سجل ماساتشوستس للمركبات الآلية كينيدي أنه سيتم تعليق رخصته حتى تكون هناك جلسة استماع قانونية بشأن الحادث. كان التعليق مطلوبا بموجب قانون ولاية ماساتشوستس لأي حادث سيارة مميت إذا لم يكن هناك شهود. عُقدت جلسة الاستماع أمام الكاميرا في 18 مايو 1970 ووجدت أن "العملية كانت سريعة جدا بالنسبة للظروف الحالية". في 27 مايو أبلغ المسجل كينيدي في رسالة "لا أستطيع أن أجد أن الحادث المميت الذي تورطت فيه سيارة كنت تديرها لم يكن خطأ جسيما من جانبك" ولذلك تم تعليق رخصة قيادته لمدة ستة أشهر أخرى.

## نظريات هامشية
كتب الصحفي جاك أولسن أول كتاب استقصائي عن القضية بعنوان "الجسر في تشاباكويديك" في عام 1970 محاولا حل الأسئلة التي لم تتم الإجابة عليها حول الحادث. كان الملازم بيرني فلين محقق شرطة الولاية المعين في مكتب المدعي العام لمنطقة كيب كود من المعجبين بكينيدي الذي توصل إلى نظرية لم يتمكن من إثباتها: أن كينيدي نزل من السيارة وأن كوبيكني قادت نفسها من فوق الجسر. لم يرغب تيد كينيدي في الاعتراف بأنه كان مخمورا في سيارة في وقت متأخر من الليل. وعندما رأى نظرة هاك شعر بالخوف. واعتقد أن شرطيا كان يلاحقه". ادعى فلين أنه أخبر هذه النظرية لأولسن الذي لم يبدو معجبا جدا بها. على الرغم من أن أولسن نفى أنه تحدث إلى فلين على الإطلاق إلا أنه روى هذه النظرية في كتابه. كان طول كوبيكني 5 أقدام و 2 بوصة (1.57 م) أي أقصر بقدم من كينيدي وجادلت أولسن بأنها ربما لم تر الجسر أثناء قيادتها لسيارة كينيدي على طرق غير مألوفة في الليل بدون إضاءة خارجية وبعد ذلك لقد تناولت العديد من المشروبات الكحولية. كتب أن كوبيكني كان يقود عادة سيارة فولكس فاجن بيتل والتي كانت أصغر بكثير وأخف وزنا وأسهل في التعامل معها من سيارة أولدزموبيل الأكبر حجما لكينيدي.
حلقة برنامج إنسايد ستوري على قناة بي بي سي بعنوان "تشاباكويديك" تم بثها في 20 يوليو 1994 (الذكرى الخامسة والعشرين للحادث) كررت نظرية فلين. زعمت الحلقة أن التفسير قد يفسر عدم اهتمام كينيدي في صباح اليوم التالي لأنه لم يكن على علم بالحادث وأن أدلة الطب الشرعي على أن إصابات كوبيكني لا تتوافق مع جلوسها في مقعد الراكب.
يقدم بيل بيني وهو من الجيل الرابع من تشاباكويديك في كتابه الذي صدر عام 2017 بعنوان تشاباكويديك يتحدث نظرية مفادها أن كوبيكني أصيبت بجروح خطيرة في حادث سابق ثم تم تزوير حادث الجسر. يأسف الكتاب كيف سلب الحادث تشاباكويديك من السلام والخصوصية التقليديين وجذب مجموعات كبيرة من السياح الراغبين في مشاهدة المواقع المرتبطة بالمأساة.

## ما بعد الكارثة
أثارت القضية الكثير من السخرية من كينيدي. على سبيل المثال ذكرت مجلة تايم مباشرة بعد الحادثة أن "إحدى النكتة المريضة تصور بالفعل أحد الديمقراطيين يسأل عن نيكسون خلال الحملة الرئاسية لعام 1968 : "هل تسمح لهذا الرجل أن يبيع لك سيارة مستعملة؟" الإجابة : " نعم لكنني متأكد من أنني لن أسمح لتيدي بقيادة السيارة". مختوما بأنه سيطفو على الماء ولكن مع التعليق "إذا كان تيد كينيدي يقود سيارة فولكس فاجن فسيكون رئيسا اليوم". أدت هذه السخرية إلى رفع شركة فولكس فاجن دعوى قضائية بدعوى الاستخدام غير المصرح به لعلامتها التجارية وتمت تسوية الأمر لاحقا خارج المحكمة.
بعد خطاب كينيدي المتلفز بشأن الحادث رد المؤيدون بمكالمات هاتفية وبرقيات إلى الصحف وإلى عائلة كينيدي. كانوا يؤيدون بشدة بقاءه في منصبه وأُعيد انتخابه عام 1970 بنسبة 62% من الأصوات بفارق يقارب نصف مليون صوت لكنه انخفض من 74% في الانتخابات السابقة عام 1970.
أضر الحادث بشدة بسمعة كينيدي الوطنية وسمعته في الحكم. وتساءل أحد المحللين: "هل يمكننا أن نثق به حقا إذا تجاوز الروس الغطاء الجليدي؟ هل يستطيع أن يتخذ هذا النوع من القرارات اللحظية التي كان على رواد الفضاء اتخاذها أثناء هبوطهم على القمر؟" قبل تشاباكويديك أظهرت استطلاعات الرأي العامة أن أغلبية كبيرة توقعت أن يترشح كينيدي للرئاسة في عام 1972 لكنه تعهد بعدم ترشيح نفسه أو العمل كمنصب نائب الرئيس لجورج ماكجفرن في ذلك العام. في عام 1974 تعهد بعدم الترشح في عام 1976 ويرجع ذلك جزئيا إلى الاهتمام الإعلامي المتجدد بتشاباكويديك. في عام 1977 وصفت صحيفة نيويورك تايمز تشاباكويديك بأنه فضيحة كينيدي ووترغيت.
في أواخر عام 1979 استعد كينيدي للإعلان عن ترشحه للرئاسة متحديا الرئيس جيمي كارتر لترشيح الحزب الديمقراطي لانتخابات عام 1980. لم يقم كينيدي أبدا بإجراء مقابلة تلفزيونية لمناقشة تشاباكويديك لكن الاستطلاعات دعمت اعتقاده واعتقاد مستشاريه بأن الحادث لن يمنع فوزه. في 4 نوفمبر 1979 قبل الإعلان مباشرة بثت شبكة سي بي إس برنامجا تلفزيونيا خاصا مدته ساعة واحدة قدمه روجر مود بعنوان تيدي. يتكون البرنامج من مقابلة مع كينيدي. وتخللت المقابلة مواد مرئية. تم تخصيص جزء كبير من العرض لحادثة تشاباكويديك. خلال المقابلة استجوب مود كينيدي مرارا وتكرارا حول الحادث وفي وقت ما اتهمه بشكل مباشر بالكذب. قدم كينيدي أيضا ما وصفه أحد المؤلفين بأنه إجابة "غير متماسكة ومتكررة" على سؤال "لماذا تريد أن تصبح رئيسا؟" ألحق البرنامج ضررا سياسيا خطيرا بكينيدي. ألمح كارتر إلى حادثة تشاباكويديك مرتين خلال خمسة أيام وأعلن ذات مرة أنه لم "يشعر بالذعر في الأزمة". خسر كينيدي ترشيح الحزب الديمقراطي أمام كارتر الذي خسر بدوره الانتخابات العامة أمام رونالد ريغان بأغلبية ساحقة. وبعد الحادثة فاز كينيدي بسبع مرات إعادة انتخاب لمجلس الشيوخ الأمريكي وظل عضوا في مجلس الشيوخ حتى وفاته في عام 2009.
قال دينيس إن القضية تسببت في عدم إعادة انتخابه لمنصب المدعي العام لأن أنصار كينيدي اعتقدوا أنه كان عدوانيا للغاية واعتقد معارضو كينيدي عكس ذلك. يعتقد أرينا أن الدعاية ساعدته في الحصول على وظيفة في مدينة مختلفة. تلقى فارار مكالمات ورسائل بما في ذلك تهديدات بالقتل من أشخاص اعتقدوا أن الغواص يريد إيذاء كينيدي. ورفض آخرون مثل لوك وماركام مناقشة الحادث. أصبح جسر دايك منطقة جذب سياحي غير مرغوب فيها حيث يزور الآلاف الجزيرة سنويا لإلقاء نظرة على الجسر وهدفا لصائدي الهدايا التذكارية.
بعد وفاة كينيدي صرح إد كلاين محرر مجلة نيويورك تايمز أن كينيدي سأل الناس "هل سمعتم أي نكات جديدة عن تشاباكويديك؟" قال كلاين: "ليس الأمر أنه لم يشعر بالندم على وفاة ماري جو كوبيكني لكنه لا يزال يرى دائما الجانب الآخر من كل شيء والجانب السخيف من الأشياء أيضا".

## الإعلام
تم تصوير الحادثة في رواية جويس كارول أوتس القصيرة "المياه السوداء" (1992).
إنه الموضوع الرئيسي لفيلم جون كوران تشاباكويديك (2017).
في عام 2019 ظهرت الحادثة في موسم فضيحة على قناة فوكس نيشن.
تصور سلسلة من أجل الإنسانية لعام 2019 جدولا زمنيا بديلا حيث ألغى كينيدي حفل تشاباكويديك بعد هبوط السوفييت على القمر قبل الولايات المتحدة وبالتالي تجنب وفاة كوبيكني وفاز كينيدي في النهاية بالانتخابات الرئاسية عام 1972 واتُهم لاحقا بإقامة علاقة خارج نطاق الزواج مع كوبيكني التي تعمل كمساعدة في البيت الأبيض.
يبدو أن الحلقة 10 من الموسم الأول من الخلافة (مسلسل تلفزيوني) تشير إلى الحدث. في الحلقة التي تحمل عنوان "لا أحد مفقود على الإطلاق" يغادر الشخصية الرئيسية كيندال روي حفلة ويصطدم بسيارته في بركة ويغرق راكبه حتى الموت. مثل كينيدي يحاول روي إنقاذ الراكب لكنه يفشل ويغادر المكان.